# ۱۰۰ آهنگ داغ کی-پاپ
۱۰۰ آهنگ داغ کی-پاپ (به انگلیسی: K-pop Hot 100) یک جدول تک‌آهنگ‌های موسیقی در کرهٔ جنوبی است. این جدول در ۲۵ اوت ۲۰۱۱، در همکاری با بیلبورد و بیلبورد کره آغاز به کار کرد و بر اساس فروش دیجیتال وبگاه‌های رسمی و همچنین دانلودهای انجام‌شده از وبگاه‌های خدمات تلفن همراه عمل می‌کند. این دومین جدول بیلبورد آسیایی پس از ۱۰۰ آهنگ داغ ژاپن است.